# ポート・サンライト

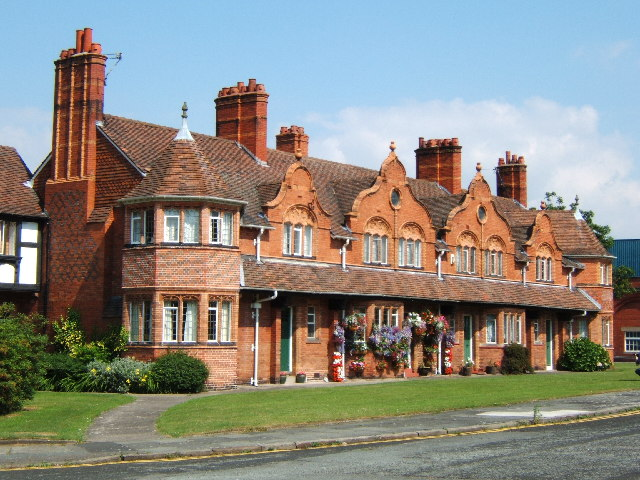
Port Sunlight

ポート・サンライト（Port Sunlight）は、北西イギリスのマージーサイド州ウイッラル区にある村。1888年に石鹸会社リーバ・ブラザーズ（現ユニリーバ）が石鹸工場で働く工場員の居住のために建設した村である。村の名前はリーバ・ブラザーズ製品で一番人気があった『サンライト』という石鹸の商品名からつけられた。
ポート・サンライトにはレディ・リーヴァー美術館などの重要文化財建築物が900棟ほど存在し、1978年に保全地区に指定されている。そして、開発からの保護と村の特色を守るために、世界遺産への登録を非公式に申請しているが、現段階においてイギリスの世界遺産に向けての暫定リストにはまだ記載されていない。